# Andris Bērziņš (1944)
Pour les articles homonymes, voir Andris Bērziņš et Bērziņš.
Andris Bērziņš, né le 10 décembre 1944 à Nītaure (alors en RSS de Lettonie), est un homme d'affaires et homme d'État letton, président de la république de Lettonie de 2011 à 2015.
Sans appartenance politique, il est élu député aux élections législatives de 2010 sur la liste de l'Union des verts et des paysans (ZZS), puis président de la République en 2011, face au chef de l'État sortant Valdis Zatlers, qui briguait un second mandat présidentiel.

## Biographie

### Une brillante carrière dans les affaires
Après avoir achevé ses études secondaires en 1962 à Sigulda, il entre à l'université technique de Riga, où il se spécialise en radiophonie et obtient son diplôme en 1971. Il intègre ensuite la faculté d'économie de l'université de Lettonie et y passe avec succès un diplôme de sciences économiques, spécialisé en planification industrielle.
Il commence à travailler dès 1970, dans la société de production Elektrons, où il accomplit une carrière d'ingénieur, puis d'administrateur, jusqu'en 1988.
Lorsqu'il quitte une première fois la Saeima, en 1993, il est désigné président du fonds de privatisation de la Banque de Lettonie et la banque Latvijas Unibanka. Il conserve la direction de cette dernière jusqu'en 2004, et se voit confier, en 2006, la présidence de la Chambre de commerce et d'industrie, qu'il conserve jusqu'en 2010, comme celle de l'entreprise publique d'énergie Latvenergo, quittant celle-ci en 2009. Il a en outre conseillé ou dirigé de nombreuses autres entreprises.

### De la RSS de Lettonie à l'indépendance
Nommé vice-ministre pour les Services municipaux en 1988, Bērziņš est élu l'année suivante au Conseil du peuple du district de Valmieras, dont il est désigné président. En 1990, il est élu député au Conseil suprême, le Parlement de transition avant l'indépendance, et rejoint le groupe parlementaire du Front populaire de Lettonie (LTF). Il vote le 4 mai en faveur de l'indépendance du pays.
Après avoir échoué en 2005 à être élu au Conseil municipal de Riga sur la liste de l'Union des verts et des paysans (ZZS), qui avait prévu de le désigner président en cas de victoire, il redevient député lors des élections législatives du 2 octobre 2010. Il est ensuite nommé président de la commission parlementaire de la Politique économique, agricole, environnementale et régionale.

### Président de la République

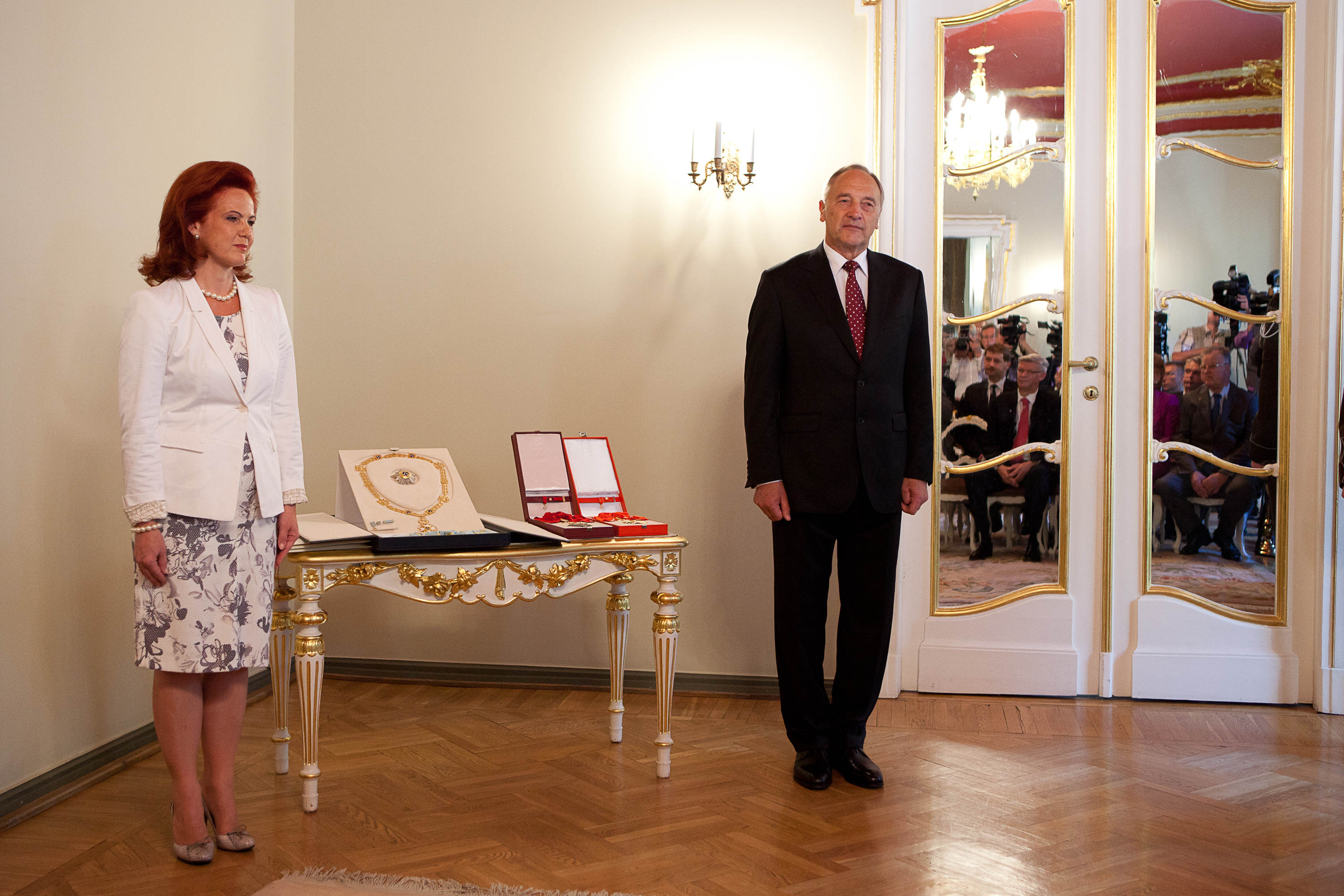
Andris Bērziņš, au côté de la présidente de la Saeima, Solvita Āboltiņa, le jour de son investiture, le 8 juillet 2011.

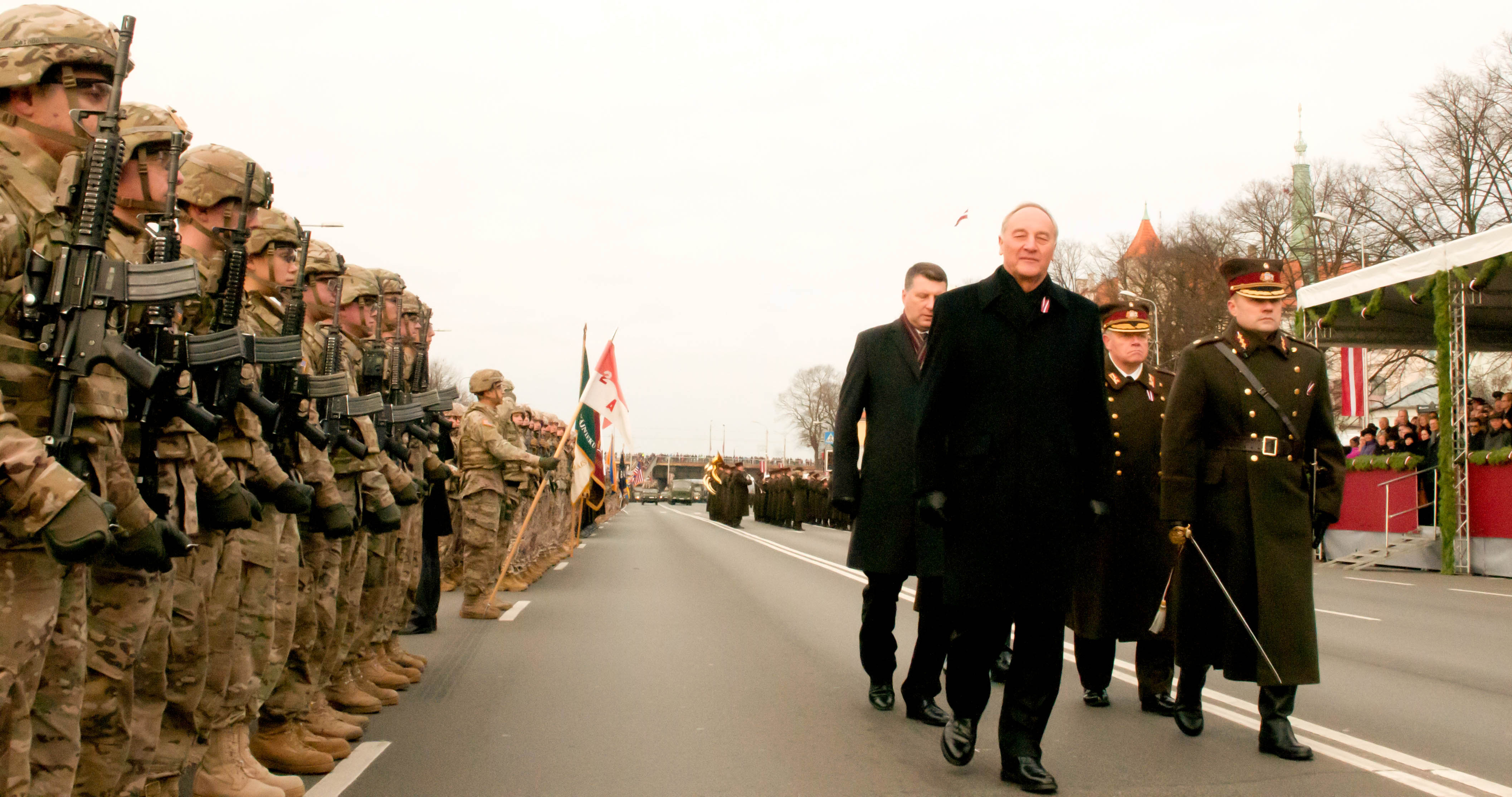
Le président passant en revue une unité américaine de l'Opération Atlantic Resolve en 2014.

Le 24 mai 2011, dix députés de la ZZS désignent Bērziņš comme candidat à l'élection présidentielle du 2 juin, contre le président sortant Valdis Zatlers, soutenu par la coalition Unité, au pouvoir avec la ZZS.
Toutefois, après la décision de Zatlers de convoquer un référendum de dissolution de la Saeima, celui-ci perd ses soutiens. Le jour du scrutin, Bērziņš remporte 50 voix de députés dès le premier tour, soit une de moins que la majorité requise, qu'il dépasse lors du second avec 53 suffrages. C'est la première fois dans l'histoire du pays que le président sortant est battu alors qu'il sollicite un second mandat. Le 8 juillet, il prête serment devant la Saeima et devient le huitième président letton.
Le 6 janvier 2014, six semaines après la démission du Premier ministre Valdis Dombrovskis, il nomme la ministre de l'Agriculture Laimdota Straujuma pour lui succéder. Investie par les parlementaires le 22 janvier, elle devient la première femme chef de gouvernement du pays.
En juin 2015, il décide de ne pas solliciter un second mandat.